# Мурфилд (Западна Вирџинија)
Мурфилд (енгл. Moorefield) град је у америчкој савезној држави Западна Вирџинија.

## Демографија
По попису из 2010. године број становника је 2.544, што је 169 (7,1%) становника више него 2000. године.
| Група             | 2000.         | 2010.         |
| Белци             | 2.163 (91,1%) | 1.903 (74,8%) |
| Афроамериканци    | 149 (6,3%)    | 218 (8,6%)    |
| Азијати           | 7 (0,3%)      | 120 (4,7%)    |
| Хиспаноамериканци | 19 (0,8%)     | 281 (11,0%)   |
| Укупно            | 2.375         | 2.544         |